# Czas krwawienia
Czas krwawienia – badanie diagnostyczne, w którym określa się czas pomiędzy momentem uszkodzenia skóry a momentem ustania wypływu krwi. Świadczy o zdolności małych naczyń skóry i płytek krwi do wytworzenia zakrzepu w miejscu uszkodzenia.
Czas krwawienia określa się wykonując standaryzowane nacięcia skóry na przedramieniu, po czym za pomocą bibuły przykładanej do miejsca skaleczenia, określa się czas wypływu krwi (brak plamki krwi na bibule po jej przytknięciu do zranienia jest czasem krwawienia). Wyraża się go w minutach i sekundach.
Historycznie badanie było wykonywane w różny sposób: wykonywano nakłucia igłą opuszki palca lub małżowiny usznej (tak zwana metoda Duke'a) lub po nacięciu przedramienia skalpelem (metoda Ivy – przez nacięcie skóry przedramienia na długości 3 mm i głębokości 3 mm).
Badanie czasu krwawienia jest mało powtarzalne – jego wyniki zależą od techniki wykonania, ale także od czynników zewnętrznych (np. temperatura otoczenia) jak i wewnętrznych (np. stan nawodnienia organizmu).
Zakres prawidłowych wyników mieści się w granicach 4 do 8 minut.
Skrócenie tego czasu nie ma znaczenia diagnostycznego, natomiast wydłużenie czasu krwawienia spotykane jest w następujących schorzeniach:
- choroba von Willebranda
- małopłytkowość
- zespół Bernarda-Souliera
- trombastenia Glanzmanna
- afibrynogenemia
- stosowanie leków wpływających na czynność płytek krwi, takich jak:
  - niesterydowe leki przeciwzapalne w tym kwas acetylosalicylowy
  - pochodne tienopirydyny na przykład tyklopidyna i klopidogrel[2]
  - inhibitory GPIIb/GPIIIa na przykład eptifibatyd i tirofiban.